# Comuna de Stoczek
Stoczek (polaco: Gmina Stoczek) é uma gminy (comuna) na Polónia, na voivodia de Mazóvia e no condado de Węgrowski. A sede do condado é a cidade de Stoczek.
De acordo com os censos de 2004, a comuna tem 5362 habitantes, com uma densidade 37,2 hab/km².

## Área
Estende-se por uma área de 144,31 km², incluindo:
- área agricola: 57%
- área florestal: 38%

## Demografia
Dados de 30 de Junho 2004:
|                      | Total   | Total | Mulheres | Mulheres | Homens  | Homens |
| -------------------- | ------- | ----- | -------- | -------- | ------- | ------ |
|                      | pessoas | %     | pessoas  | %        | pessoas | %      |
| População            | 5362    | 100   | 2706     | 50,5     | 2656    | 49,5   |
| Densidade (pop./km²) | 37,2    | 100   | 18,8     | 18,8     | 18,4    | 18,4   |

De acordo com dados de 2002, o rendimento médio per capita ascendia a 1338,77 zł.

## Subdivisões
- Błotki, Brzózka, Drgicz, Gajówka Zachodnia, Grabowiec, Gruszczyno, Grygrów, Huta Gruszczyno, Kałęczyn, Kozołupy, Majdan, Marianów, Miednik, Mrozowa Wola, Nowe Lipki, Polkowo, Stare Lipki, Stoczek, Topór, Wieliczna, Zgrzebichy, Żulin.

## Comunas vizinhas
- Korytnica, Kosów Lacki, Liw, Łochów, Miedzna, Sadowne